# Lasinja
Lasinja és un poble de Croàcia situat al comtat de Karlovac. El 2011 tenia 1.624 habitants, el 86,58% dels quals eren croats i l'11,82% serbis.